# Magellan (Teleskope)

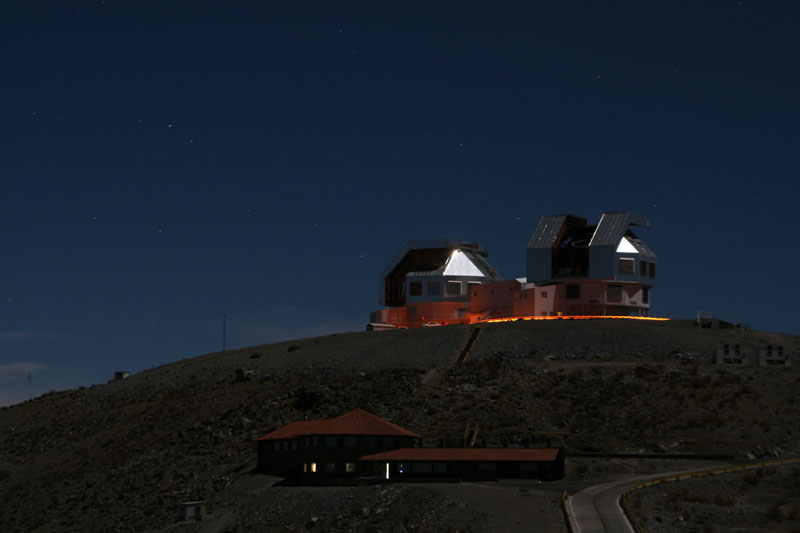
Die Magellan-Teleskope

Die Magellan-Teleskope sind zwei optische Teleskope am Las Campanas-Observatorium in Chile.

## Beschreibung
Sie besitzen einen Durchmesser von je 6,5 Meter und sind nach dem Astronomen Walter Baade und dem Philanthropen Landon Clay benannt. Im Gegensatz zu anderen Spiegelteleskopen ähnlicher Größe folgt ihr optischer Aufbau nicht der Cassegrain-Anordnung, sondern es handelt sich um Gregory-Teleskope. Der Primärspiegel ist aus Borosilicatglas gefertigt und hat eine Parabolform mit einem Öffnungsverhältnis von 1:1,25. Der Sekundärspiegel hat einen Durchmesser von knapp 1,8 m; zusammen besitzen sie ein Öffnungsverhältnis von 1:11. Ein planer Tertiärspiegel kann den Strahlengang auf verschiedene Instrumente ablenken. Das Teleskop verfügt über eine aktive Optik sowie ein System zur Kompensation atmosphärischer Störungen, welches auch zur Erweiterung des Sehwinkels von 6' auf 24' genutzt werden kann. Die Teleskope haben eine alt-azimutale-Montierung.
Das Baade-Teleskop empfing die ersten Bilder am 15. September 2000 und das Clay-Teleskop am 7. September 2002.
Die Teleskope wurden vom Carnegie Institution of Washington (heute Carnegie Institution for Science) gebaut und werden wie auch andere, kleinere Instrumente des Observatoriums von den Carnegie Observatories in Pasadena (Kalifornien) verwaltet.

## Instrumente
Das „Clay“-Teleskop verfügt über eine Reihe von bildgebenden und spektrographischen Instrumenten:
- MagIC, Magellan Instant Camera, ein direkter CCD-Bildsensor
- LDSS3, Low Dispersion Survey Spectrograph, effizienter weitfeld Mehrspalt-Spektrograf
- MIKE, Magellan Inamori Kyocera Echelle, verlustarmer Doppel-Echelle-Spektrograf
- MIKE Fibers, Glasfasereinkopplung für MIKE zu Beobachtung mehrerer Objekte.

Für das „Baade“-Teleskop stehen folgende Instrumente zur Verfügung:
- PANIC, Persson's Auxiliary Nasmyth Infrared Camera, eine Infrarotkamera
- IMACS, Inamori Magellan Areal Camera and Spectrograph, eine Weitfeldkamera und Spektrometer für mehrere Objekte